# 의성 정수사 영산회상도
의성 정수사 영산회상도(義城 淨水寺 靈山會上圖)는 대한민국 경상북도 의성군 구천면 정수사에 있는 조선시대의 영산회상도이다. 2005년 11월 7일 경상북도의 유형문화재 제371호로 지정되었다.

## 개요
이 불화는 상대에 결가부좌한 석가불을 중심으로 권속이 좌우로 둘러선 구도로서 이러한 형태는 희귀한 예에 속하며 특이한 법의문양, 문수보살을 장식한 금채 등 장식적으로도 독특한 면이 보인다. 당시 영산회상도 연구에 귀중한 자료로 판단되므로 유형문화재로 지정한다.

## 참고 자료
- 의성 정수사 영산회상도 - 국가유산청 국가유산포털